# Tuwajran
Tuwajran (arab. طويران) – wieś w Syrii, w muhafazie Aleppo, w dystrykcie Al-Bab. W 2004 roku liczyła 283 mieszkańców.